# Хромогранин А
Хромогранин А (акроним ХрА) или паратироидни секреторни протеин I (име гена CHGA) је је члан породице неуроендокриних секреторних протеина гранина. Састављен је од 439 аминокиселина, а налази се у секреторним везикулама неурона и ендокриних ћелија као што су секреторне грануле бета ћелија острваца у панкреасу. Код људи, протеин хромогранина А је кодиран геном CHGA. Припада породици гранина која укључује хромогранин Б, хромогранин Ц и секретогранин II.

## Лабораторија
Хромогранин А  у лабораторији се може или мерити у серуму или детектовати имунохистохемијом у узорку ткива.
Нормални налази
- Хромогранин А (тест крви): ≤225 нг/мЛ.[2]

Међутим, референтни распони за серумски хромогранин А у многоме варира  у зависности од лабораторијских техника које се користе за његово мерење. У том смислу када се ХрА у серуму користи за праење одређених болести треба га мерити у истој лабораторији користећи исту технику, пошто тест још увек није стандардизован.

## Интерпретација резултата
Велики број неуроендокриних тумора је позитиван на хромогранин А.
Гастро-ентеро-панкреасни неуроендокрини тумори који су позитивни на хромогранин А су:
- Карциноидни тумор
- Гастрином
- Инсулином
- Глукагоном
- ВИПом
- Соматостатином

Тумори штитне жлезде/паратироидне жлезде који су позитивни на хромогранин А су следећи:
- Медуларни рак штитне жлезде
- Тумори паратироидне жлезде

Тумори нервног система који су позитивни на хромогранин А су следећи:
- Ганглионеуром
- Ганглионеуробластом
- Неуробластом
- Медулобластом

Тумори надбубрежног система који су позитивни на хромогранин А укључују:
- Феохромоцитом

Тумори плућа укључују:
- Карцином малих ћелија плућа

Повишење серумског ХрА корелира са величином, екстензијом и хистопатологијом неуроендокриних тумора; обично је већи код великих, метастатских и добро диференцираних тумора. Високи нивои се углавном откривају у следећим стањима:
- Карциноидни тумор
- Феохромоцитом
- Медуларни рак штитне жлезде
- Рак малих ћелија плућа (понекад)

ЦгА такође може бити повишен код аденокарцинома простате. 
Серумски хромогранин А може бити повишен и у другим ситуацијама и стањима, укључујући хроничну употребу инхибитора протонске пумпе, затајење бубрега, отказивање јетре, срчану инсуфицијенцију, реуматоидни артритис, инфламаторну болест црева и хипертензију.

## Позадина

### Опис
Хромогранин А (ХрА) је секреторни протеин, састављен од 439 аминокиселина, који се налази у великим везикулама са густим језгром неуроендокриних ћелија. Припада породици гранина која укључује хромогранин Б, хромогранин Ц и секретогранин II. Хромогранин А садржи више места цепања, која пролазе кроз ткивно-специфичан протеолитички процес, што доводи до производње многих биолошки активних пептида укључујући вазостатин I, вазостатин II, панкреастатин, катестатин, парастатин и серпинин.
ХрА се заједно складишти са ткивно специфичним пептидним хормоном или неуропептидом и има аутокрини и паракрини ефекат на секреторну активност неуроендокриних ћелија. Кумулативни докази сугеришу да су пептиди изведени из ХрА укључени у широк спектар активности, као што је:
- регулација крвног притиска (катестатин),
- метаболизам глукозе (панкреастатин, катестатин),
- неуропротекција (серпинин) и
- ангиогенеза тумора (вазостатин I, вазостатин II).

### Индикације/Примена
Хромогранин А се може користити, заједно са другим модалитетима тестирања, као дијагностички алат, али се саветује опрез јер је повишен у многим другим условима. Међутим, хромогранин А може имати одређени прогностички значај.
Серумски ХрА се може користити за праћење прогресије неуроендокриног тумора након хируршке интервенције као и медицинске терапије, са јединим изузетком аналози соматостатина који инхибирају секрецију тумора, а не узрокују смањење тумора.   